# Henry Nielsen (atlet)
 Der er flere personer med dette navn, se Henry Nielsen (flertydig).
Holger Henry Nielsen (født 2. oktober 1910 i Aalborg, død 18. november 1969 i Hillerød) var en dansk løber og i en periode verdensrekordholder på 3000 meter.

## Atletikkarriere
Henry Nielsen voksede op i Nørresundby. Han var regnet for Danmarks største talent i løb og havde været i Finland 1929 og 1930 for at lære at træne. Han vandt sit første danske mesterskab på 5000 m i 1930 som medlem i AIK Aalborg og blev for dette af dagbladet Politiken kåret til Årets Fund i dansk idræt. Han stillede derefter op for københavnerklubben Sparta IF 1931-1933, men vendte tilbage til sin fødeby i 1934 og valgte da at løbe for fodboldklubben Velo i Nørresundby, som oprettede en atletikafdeling, sandsynligvis med ham som eneste medlem. Han afsluttede sin karriere som medlem af Københavns Idræts Forening.
Henry Nielsen satte som den første danske løber verdensrekord. Det skete på 3000 meter ved et stævne på det olympiske stadion i Stockholm 24. juli 1934, hvor han besejrede verdensrekordindehaveren, Janusz Kusociński fra Polen, og satte nyt verdensrekord med 8.18,3 minutter. Han mistede sin verdensrekord to år senere til finnen Gunnar Höckert, som 16. september 1936 i Stockholm forbedrede rekorden med 3,6 sekunder. I Torino vandt Henry Nielsen også som den første dansker en medalje ved det allerførste europamesterskab i 1934 ved at blive nummer 3 på 10.000 meter. Hans bedste tid på 5000 meter 14.52,6 blev sat samme år. Han fik BT’s guld 1934.
Henry Nielsen var meldt til i maratonløbet ved OL 1928 i Amsterdam, men deltog ikke i løbet. Til gengæld deltog han i OL 1936 i Berlin på 5000 meter. Han kom ikke videre fra indledende heat, hvor tiden 15.25.0 rakte til en syvendeplads (de fem bedste kom i finalen).
Han vandt ni dansk mesterskaber. Henry Nielsen ville leve af sin idræt, men det tillod amatørlovene ikke, og i 1936 idømte Dansk Atletik Forbund ham en 18 måneders karantæne for at have taget imod penge for at løbe. Dette gentog sig 1939, og 18. juni det år blev han udelukket for livstid. 

## Videre karriere
Under anden verdenskrig var han en overgang i Tyskland som træner, og herefter blev der totalt stille om hans person, og han døde i ubemærkethed i 1969. 

## Danske mesterskaber
- 1938 5000 m  Guld 15.26,2
- 1936 5000 m  Guld 14.59,6
- 1935 1500 m  Guld 4.01,2
- 1934 5000 m  Guld 15.14,4
- 1934 10.000 m  Guld 31.43,0
- 1933 5000 m  Guld 14.54,6
- 1933 10.000 m  Guld 31.13,4
- 1933 8 km cross  Guld 25,44 (vandt dermed Kongepokalen)
- 1931 5000 m  Sølv 15.32,0
- 1930 5000 m  Guld 15.12,0